# Tatuagem corneana

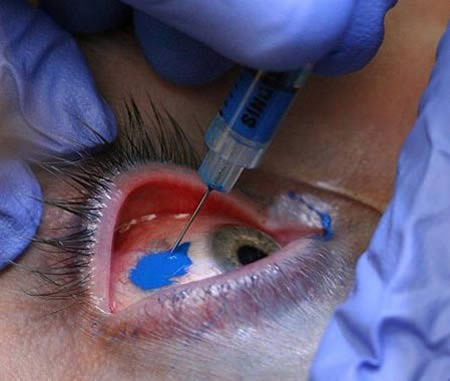
Tatuagem conjuntiva com tinta de cor azul

Tatuagem corneana (em inglês corneal tattooing) é o nome que se dá à tatuagem na região da córnea do olho humano.
Existem diversos métodos para esta aplicação hoje em dia.